# Políptico Baroncelli
El Políptico Baroncelli es una pintura al temple y oro sobre tabla de Giotto, fechada en torno a 1328, y conservado en la Capilla Baroncelli de la Basílica de Santa Croce de Florencia. Tiene una inscripción: "OPUS MAGISTRI JOCTI".

## Historia
La obra fue citada por Ghiberti y Vasari en sus biografías de Giotto.
A principios del siglo XX se puso en duda la autenticidad de la firma (Venturi escribió que pudo haber sido añadida en el siglo XV), tanto que Offner quitó el políptico del catálogo del artista. Douglas, Sinibaldi y Brunetti se refieren a él como "obra del taller", y Berenson, Perkins y Ventura hablan de un estrecho colaborador que, según Frey, sería Taddeo Gaddi.
Estudios posteriores mostraron un cambio de tendencia, dando de nuevo credibilidad a la firma y admitiendo una mayor intervención del artista, ya sea en la concepción de la idea (Previtali), en el dibujo (Baldini y Salvini) o en la ejecución de las mejores piezas, en particular el panel central (Longhi, Marchini y Gnudi). Paatz, Bologna y Bellosi hablan de una obra de Giotto y su taller.
La fecha ha sido fijada en una fase tardía de la actividad del artista, sobre todo en torno a los frescos de la Capilla Peruzzi (1325) y antes de partir a Nápoles (1329).

## Descripción y estilo
El políptico, que hoy está insertado en un marco renacentista (y que ha alterado la forma original, mutilando la parte alta del panel central), se divide en cinco compartimentos. En el centro está la Coronación de la Virgen y, a los lados, una representación de todos los santos con ángeles músicos, que evocan el paraíso. En cada compartimento de la predela hay un hexágono con el busto de Cristo en el centro y bustos de santos a los lados (de izquierda a derecha: un santo obispo, Juan Bautista, San Francisco y San Onofre).
En la obra impera una fuerte acentuación de las proporciones jerárquicas. Los cinco paneles se conciben como una única escena, y toda la atención se centra en el panel central. Destacan los grupos de ángeles: los que ofrecen flores son similares a los representados en la Maestà di Ognissanti, si bien son más modestos.
Entre los numerosos santos y beatos sólo algunos han sido identificados con certeza, como Francisco y Clara de Asís, Adán y Eva, Moisés,etc.